# Old Bushmills

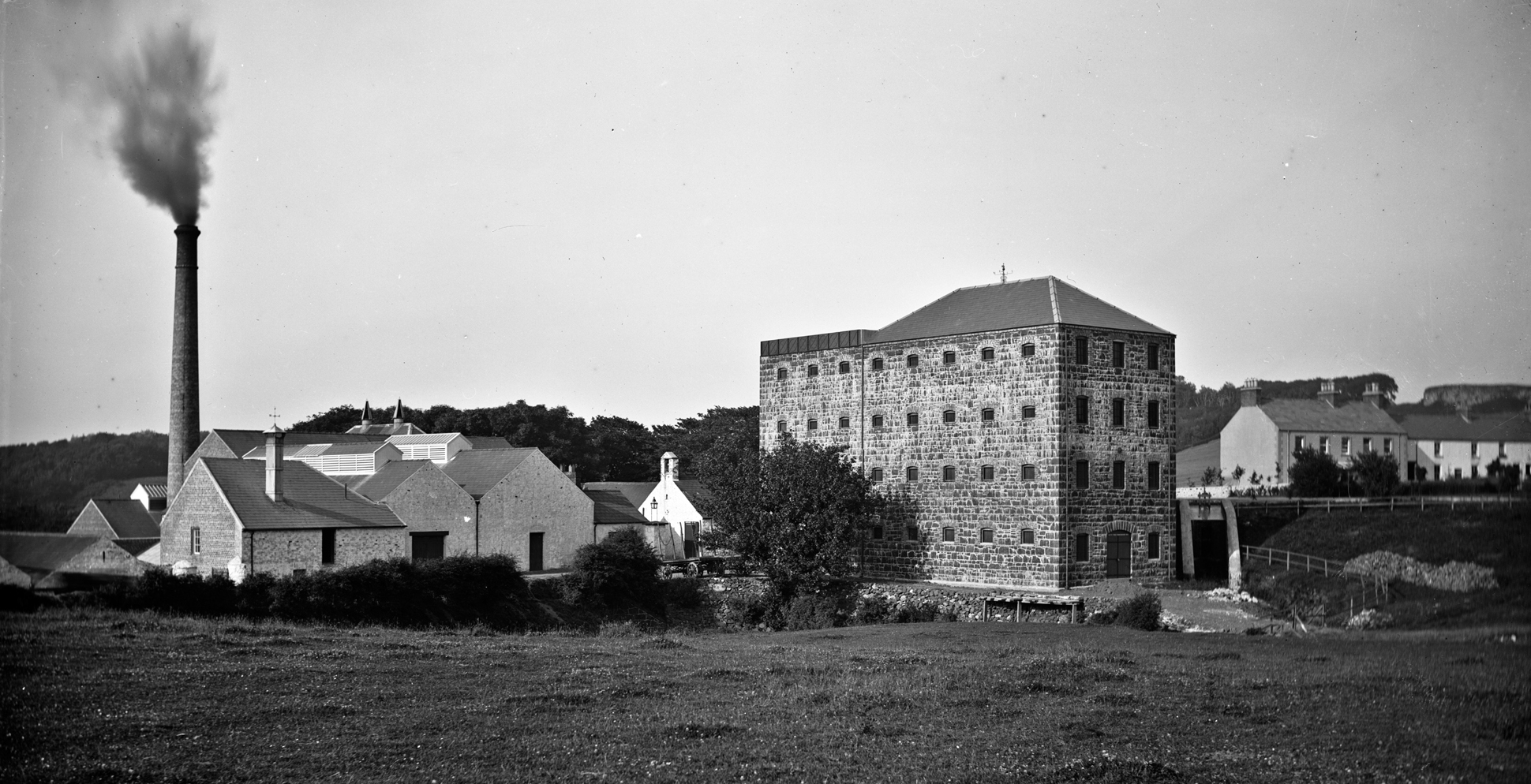
Destillerie Old Bushmills, wahrscheinlich im 19. Jhdt.

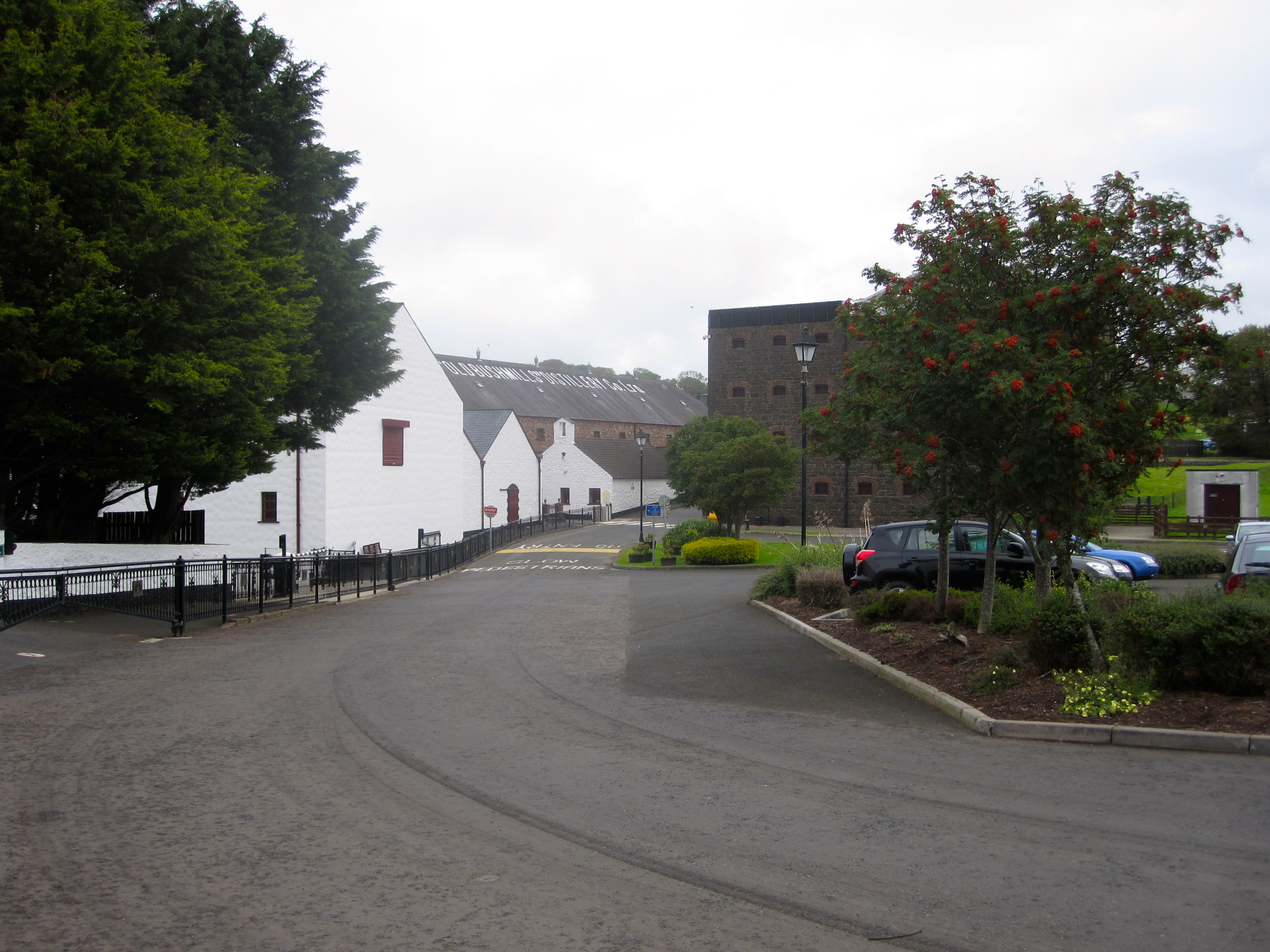
Old-Bushmills-Destillerie

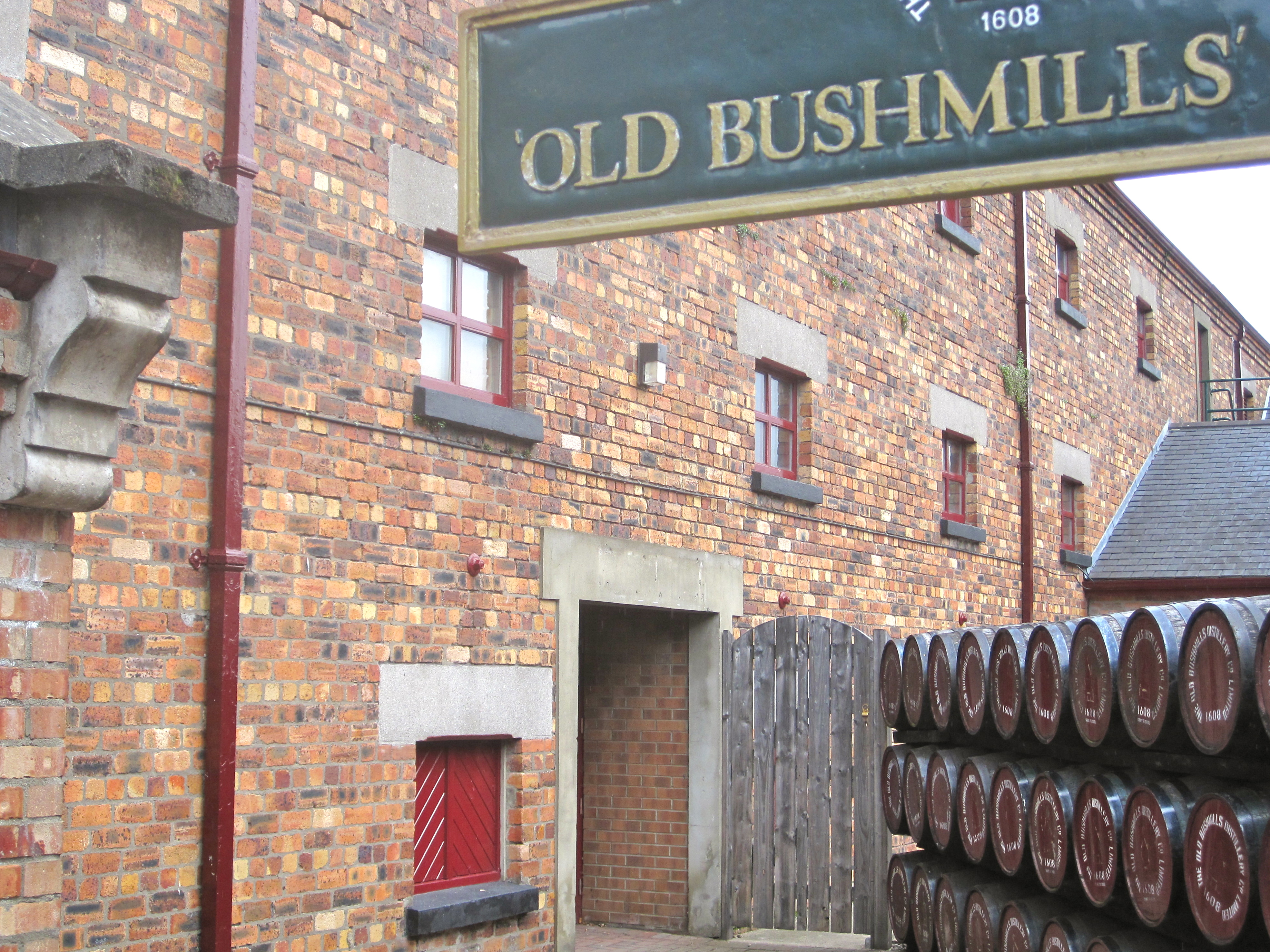
Ausgang des Rundgangs

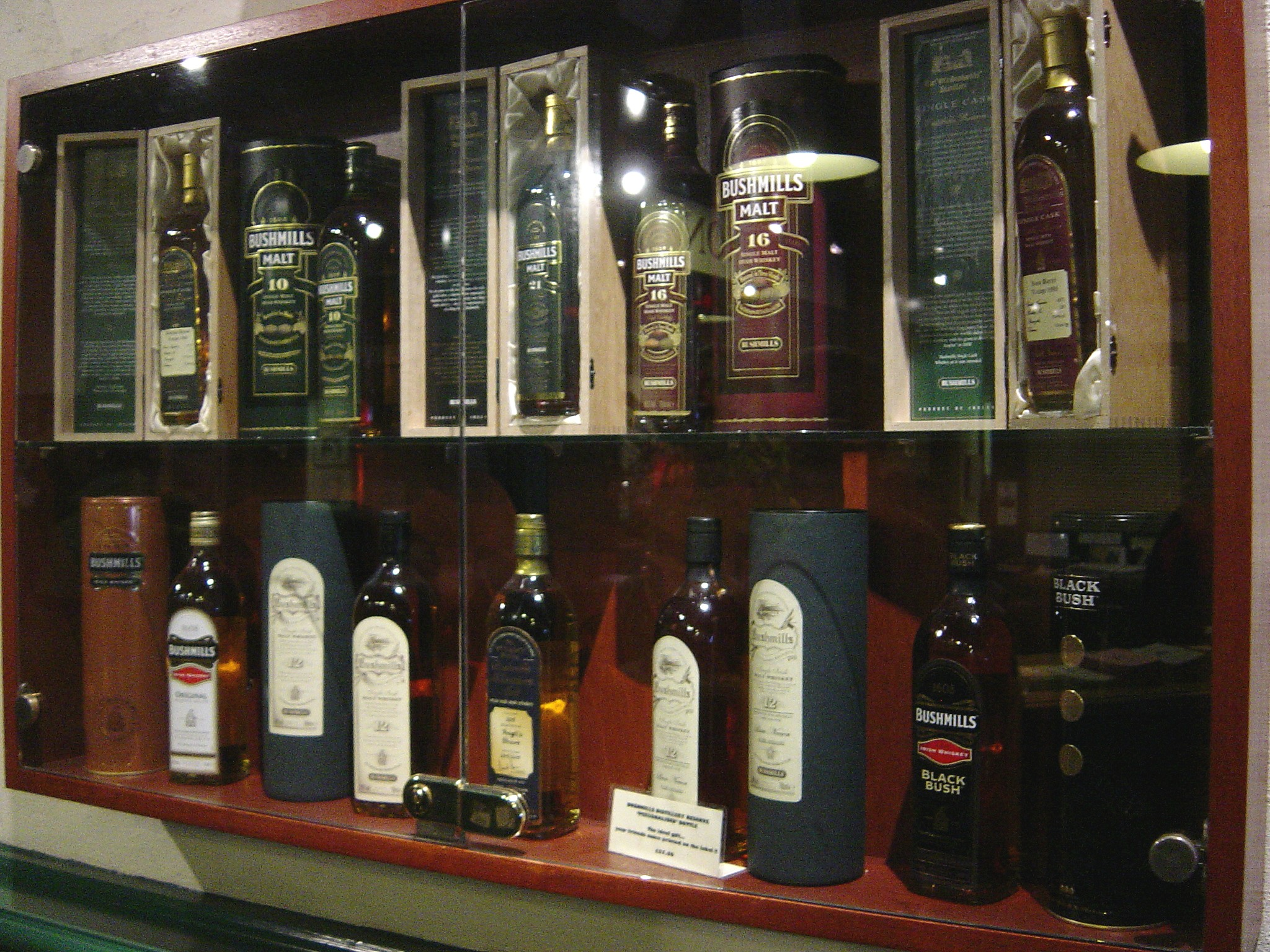
Regal mit Bushmills Whiskey in der Brennerei

Logo der Brennerei Bushmills

Bushmills aged 10 years Single Malt Irish Whiskey, 1-l-Duty-Free-Version

Die Old-Bushmills-Brennerei (Firmenname The “Old Bushmills” Distillery Co. Limited) ist eine Whiskeybrennerei in Nordirland. Sie ist eine der ältesten Whiskeybrennereien der Welt mit einer mehr als 200-jährigen Tradition. Standort des Unternehmens ist Bushmills im County Antrim.

## Geschichte
Eine Brennerei am Standort von Bushmills war 1743 in den Händen von Schmugglern. Bis 1784 gab es in Bushmills rund fünf weitere Brennereien.
Dann wurde durch Hugh Anderson eine neue Brennerei gebaut und die Bushmills Whiskey Company als internationale Handelsgesellschaft registriert. Die oft auf den Flaschen und im Marketing der Brennerei anzutreffende Jahreszahl 1608 bezieht sich auf die Vergabe einer Brennlizenz durch König Jakob I. für das gesamte Gebiet um die heutige Brennerei. Um 1900 wurde die Marke Bushmills in den USA und anderen Ländern bekannt. Nach dem Ende der Prohibition in den Vereinigten Staaten sorgte die von dort kommende große Nachfrage für Gewinne. Nach 1972 gehörte die Brennerei zur Irish Distillers Group, welche 1988 von Pernod Ricard aufgekauft wurde. Der Diageo-Konzern kaufte 2005 Old Bushmills für 200 Millionen Pfund Sterling, da Pernod Ricard die Brennerei aus kartellrechtlichen Gründen abstoßen musste. Anfang November 2014 gab Diageo im Rahmen eines Gegengeschäftes die vollständige Abgabe der Marke Bushmills an die Brennereigruppe Casa Cuervo bis Anfang 2015 bekannt. Im April 2023 hat Bushmills mit der "Causeway Distillery" ihre zweite Brennerei eröffnet.

## Sorten
Außer Old Bushmills produzierte lange keine andere Brennerei Irish Single Malt Whiskey.
- Bushmills Original[2] – Hausmarke, Blend (Schnitt, Mischung) aus irischem Single Malt und irischem Grain Whiskey, mind. 5 Jahre gereift
- Bushmills Black Bush[2] – Blend aus Single Malt und Grain Whiskey, mind. 8 Jahre gereift
- Bushmills Red Bush – Blend speziell für den amerikanischen Markt konzipiert, aber auch in Europa erhältlich.
- Bushmills 10[2] – Single Malt Irish Whiskey, 10 Jahre in Bourbon- und Sherry-Fässern gereift
- Bushmills 12 “Distillery Reserve” – Single Malt Irish Whiskey, Spezialität, wird nur bei der Brennerei verkauft
- Bushmills 16[2] – Single Malt Irish Whiskey, 16 Jahre in Bourbon-, Sherry- und Port-Fässern gereift
- Bushmills 21 “Madeira Finish”[2] – Single Malt Irish Whiskey, 19 Jahre in Bourbon- und Sherry-Fässern gereift, anschließend 2 Jahre in Madeira-Fässern
- Bushmills Irish Honey – Eine Mischung aus irischem Single Malt Whiskey und irischem Honig

Limitierte Abfüllungen:
- Bushmills Malt 1608 “Anniversary Edition” – Sonderabfüllung zum 400. Jahrestag der ersten offiziellen Lizenzgebung für das Brennen von Whiskey in Irland
- Bushmills Steamship (#1) “Sherry Cask Reserve”
- Bushmills Steamship (#2) “Port Cask Reserve”
- Bushmills Steamship (#3) “Bourbon Cask Reserve” – Die Steamship Collection wurde zum 125. Jahrestag der Jungfernfahrt des eigenen Dampfschiffs der Brennerei aufgelegt. Die SS Bushmills lieferte Whiskey in neue Teile der Welt.
- Bushmills Steamship (#4) “Rum Cask Reserve”
- Bushmills "The Causeway Collection" 1995 Malaga Cask
- Bushmills "The Causeway Collection" 2008 Muscatel Cask

Die Brennerei produziert außerdem folgende andersnamige Whiskeys:
- The Irishman – Single Malt
- The Irishman 70 – Blend, produziert mit der Midleton-Brennerei
- Knappogue Castle – Single Malt[6]
- Clontarf – Blend zusammen mit Midleton[7]

## Kontroverse
Bushmills Destillerie gilt als die älteste lizenzierte Brennerei der Welt. Dieser Titel wird ihr durch die Locke’s Distillery streitig gemacht, die von 1757 bis 1957 in Betrieb war und die Whiskeyproduktion 2007 wieder aufgenommen hat.